# Volkstrauertag
Le Volkstrauertag (en français : « Jour de Deuil national allemand ») est un jour de commémoration se déroulant en Allemagne. 
Celui-ci est célébré le dimanche, deux semaines avant le premier dimanche de l'Avent depuis 1952 et commémore « les morts de la guerre et les victimes de la tyrannie de toutes les nations ».

## Histoire
Le « Jour de Deuil national » a été instauré à la mémoire des victimes de la Première Guerre mondiale par le Volksbund Deutsche Kriegsgräberfürsorge (association créée en 1919) sur proposition de son antenne régionale de Bavière. Au niveau national, il s'est déroulé pour la première fois en 1922 au Reichstag.
Durant la période nazie, le gouvernement allemand dirigé par Adolf Hitler modifia cette célébration en « journée de la commémoration des héros » (Heldengedenkfeier) et l'organisa en fête nationale le 18 mars.
Après la fondation de la République fédérale d'Allemagne, le Jour de Deuil national fut célébré pour la première fois en 1950 dans de nombreuses Länder et fit l'objet d'une cérémonie dans la salle plénière du Bundestag. En 1952, les autorités fédérales inaugurèrent officiellement un lieu de mémoire aménagé six ans plus tôt par les autorités militaires britanniques.
À la suite d'un accord intervenu entre le gouvernement fédéral allemand, les Länder et les principales communautés religieuses du pays, la date fut fixée à l'avant-dernier dimanche de l'année ecclésiastique pour le culte protestant, ce qui correspond au 33e dimanche du temps ordinaire pour le culte catholique.
En 2018, le président de la République française Emmanuel Macron s’est rendu le 18 novembre à Berlin dans le cadre de ce jour de commémoration afin de rendre hommage aux victimes de guerre. Celui-ci s’est exprimé au Bundestag, devant l’ensemble des corps constitués allemands. À la fin de son discours, le président français a reçu une standing ovation de la part des députés allemands présents dans l'assemblée,.
En 2020, ce jour de commémoration a été célébré le 15 novembre 2020. Ce même jour, Charles, prince de Galles a effectué une allocution au Bundestag en allemand et en anglais.

Quelques photos du Volkstrauertag en Allemagne
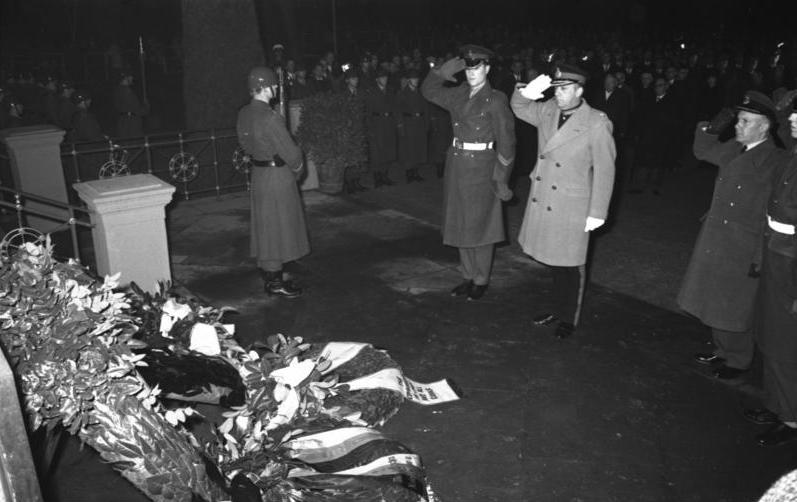
Bonn, 1964
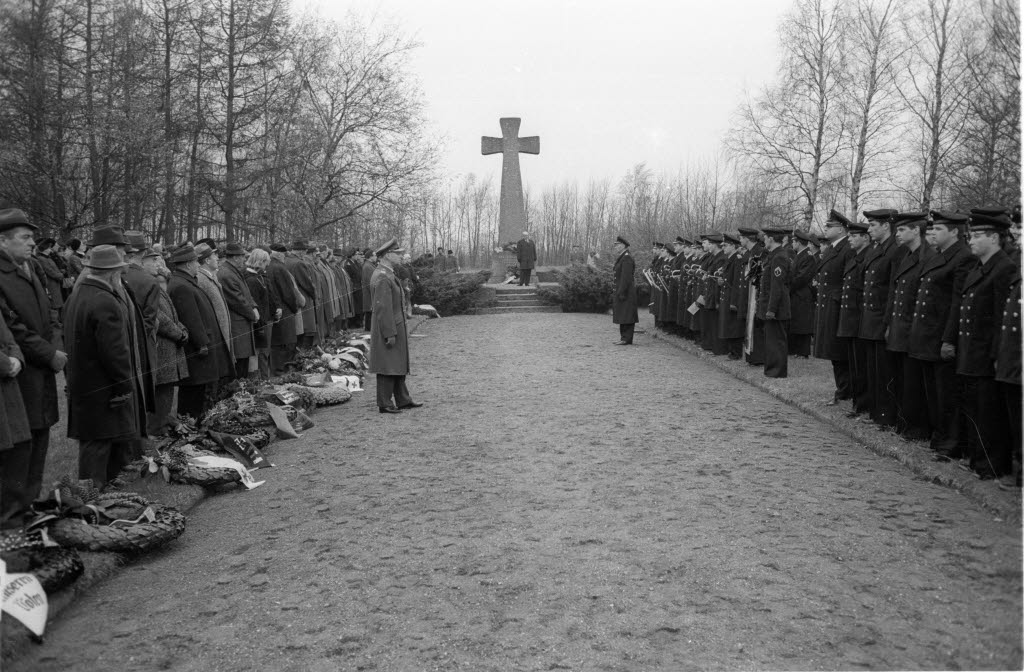
Kiel, 1967
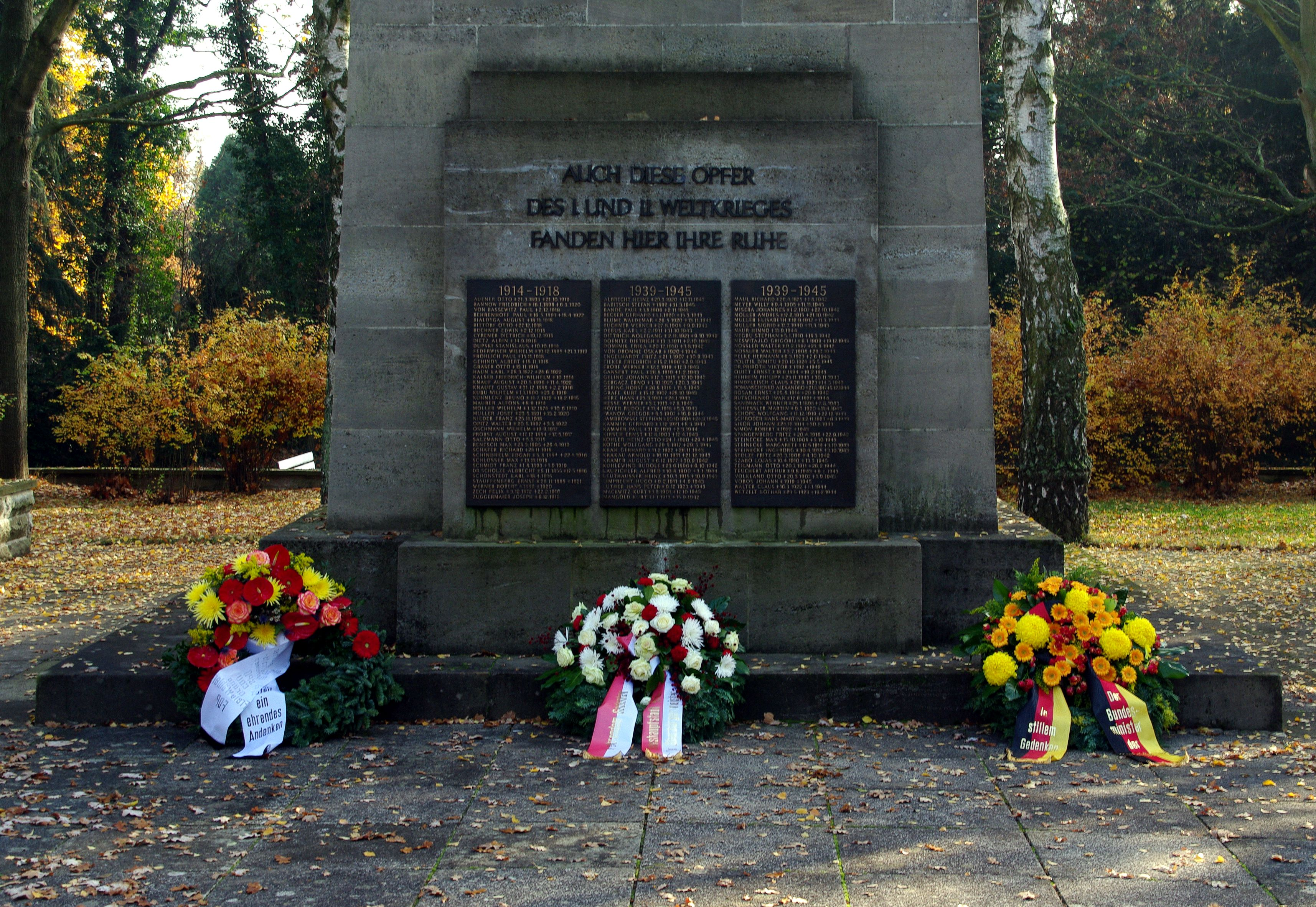
Erfurt, 2011
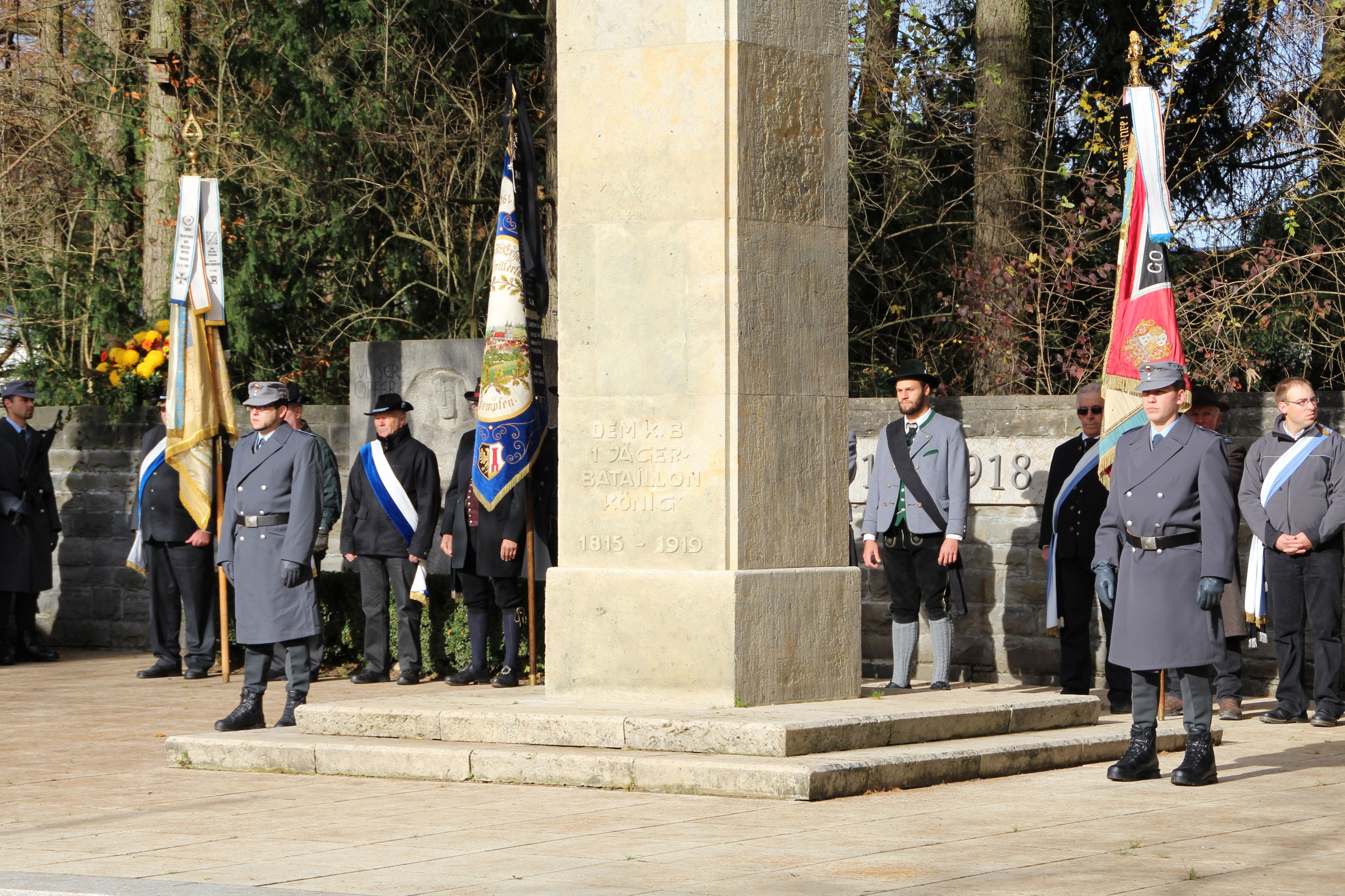
Kempten, 2015
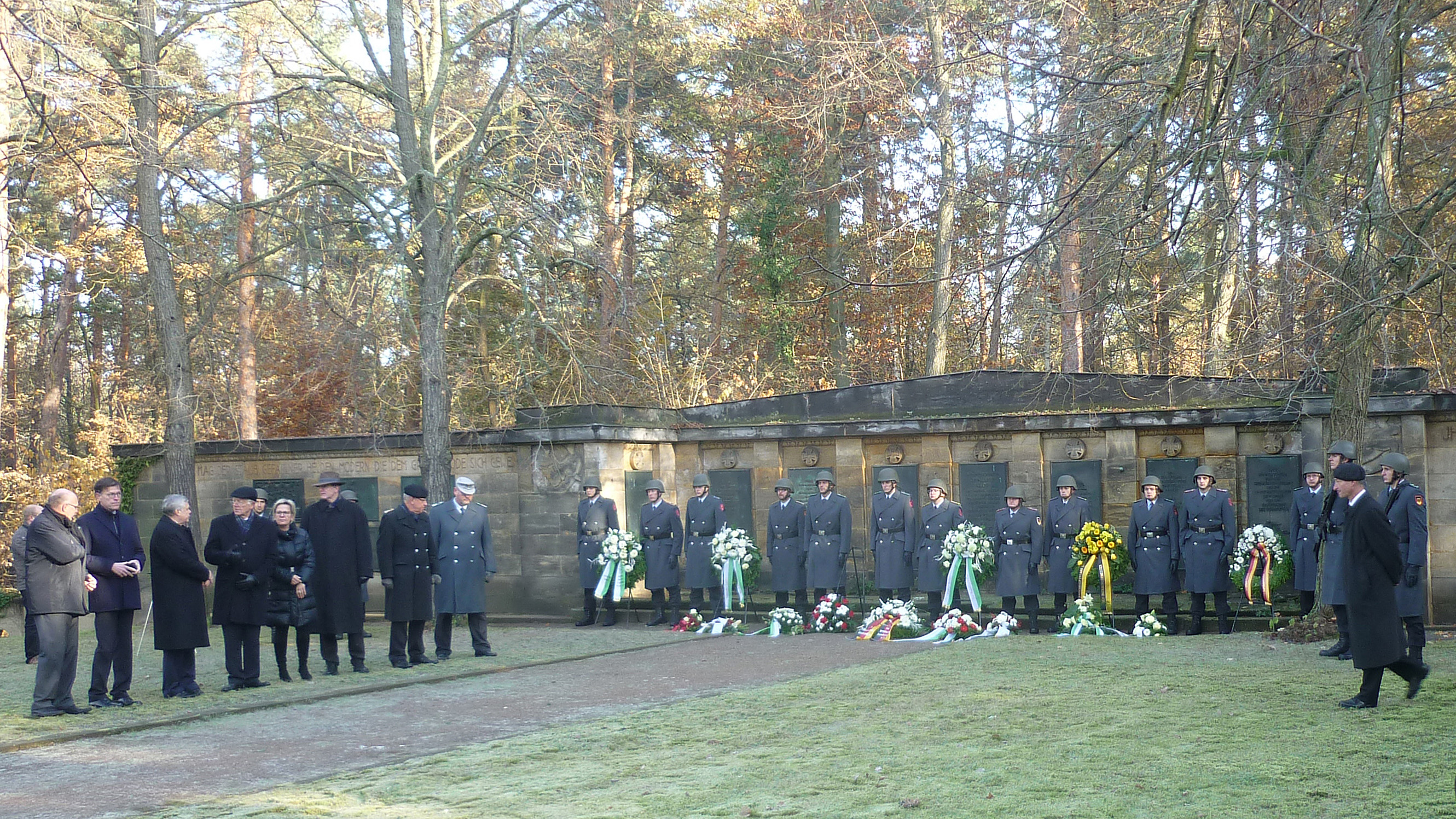
Dresde, 2016